# Anna Karenina (film fra 1915)
 For alternative betydninger, se Anna Karenina (flertydig). (Se også artikler, som begynder med Anna Karenina)
Anna Karenina er en amerikansk dramastumfilm i sort-hvid fra 1915 instrueret af J. Gordon Edwards med Betty Nansen. Filmen anses som tabt. Det var den første amerikanske filmatisering af romanen af Lev Tolstoj.

## Medvirkende
- Betty Nansen – Anna Karenina
- Edward José – Baron Alexis Karenin
- Richard Thornton – Prins Vronsky
- Stella Hammerstein
- Mabel Allen